# Qiu Chuji
Qiu Chuji (chino tradicional : 丘處機 ; chino simplificado : 丘处机 ; pinyin : Qiū Chǔjī ; 1148 - 23 de julio de 1227), también conocido por su nombre taoísta Changchun zi (chino: 長春 子 ; pinyin: Chángchūnzi), fue un discípulo taoísta de Wang Chongyang. Él fue el más famoso entre los Siete Taoístas Verdaderos del Norte, fundador la secta taoísta "Puerta del Dragón". Es conocido por sus encuentros con el líder mongol Gengis Kan, los cuales quedaron plasmados en su libro Viajes al oeste de Qiu Chang Chun, donde además describe imágenes fieles y vívidas de la tierra y de la gente entre la Gran Muralla China y Kābul (ahora en Afganistán), y entre el Mar Amarillo y el Mar de Aral.

## Biografía
En 1219, Genghis Khan invitó a Changchun a visitarlo, en una carta fechada el 15 de mayo de 1219 según el calendario gregoriano. Changchun dejó su hogar en Shandong en febrero de 1220 y viajó a Pekín. Al saber que Genghis se había ido al oeste, pasó el invierno allí. En febrero de 1221, Changchun partió, atravesando el este de Mongolia hacia el campamento del hermano menor de Gengis, Temugé, cerca del lago Buyur, en la parte alta de Kerulen, la actual cuenca del Kerulen-Amur. Desde allí viajó hacia el sudoeste hasta Kerulen, cruzando la región de Karakorum en el norte de Mongolia central, y llegó a las montañas de Altái, probablemente pasando cerca del actual Uliastay. Después de atravesar el Altái, visitó Bishbalig, la moderna Ürümqi, y se trasladó a lo largo del lado norte de la cordillera de Tian Shan hasta el lago Sutkol, actual Sairam, Almaliq (o la ciudad de Kuldjha y el rico valle del Ilí.
Desde allí, Changchun pasó a Balasagun y la ciudad de Shu y cruzó este río hacia Taraz y la región de Taskent, y después de Syr Darya hasta Samarcanda, donde se detuvo durante algunos meses. Finalmente, a través de las Puertas de Hierro de Termit, cruzó el Amu Darya, y atravesando Balkh y el norte de Afganistán, Changchun llegó al campamento de Genghis cerca del Hindu Kush.

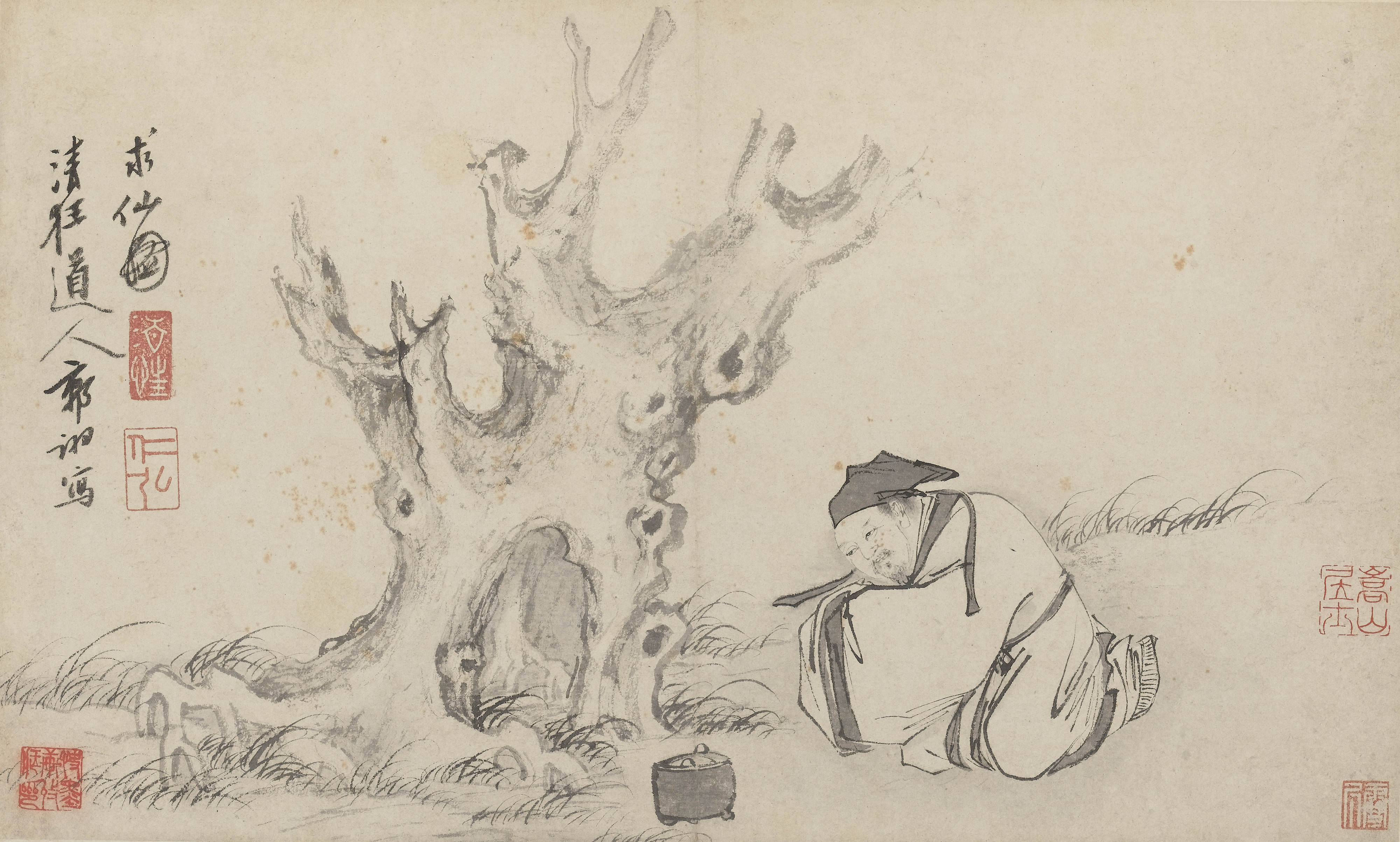
Qiu Chuji pintado por Guo Xu, 1503.

Changchun, había sido invitado a satisfacer el interés de Genghis Khan en la «piedra filosofal» y la medicina secreta de la inmortalidad. Explicó la filosofía taoísta y las muchas formas de prolongar la vida y fue honesto al decir que no había una medicina secreta para la inmortalidad. Los dos tuvieron 12 conversaciones en profundidad. Genghis Khan lo honró con el título de Ser Iluminado. Genghis puso a Changchun a cargo de todas las personas religiosas del imperio. Sus conversaciones fueron registradas en el libro Xuan Feng Qing Hui Lu (en chino: 玄風慶會錄).
El territorio de Yenisei tenía una comunidad de tejedores de origen chino y Samarcanda y Mongolia exterior tenían artesanos de origen chino, vistos por Changchun. Después de la conquista mongol de Asia Central por Genghis Khan, los extranjeros fueron elegidos como administradores y la cogestión con los chinos y Qara-Khitays (kitanos) de los jardines y campos en Samarcanda fue un requisito ya que los musulmanes no podían administrar sin ellos.
Al regresar a casa, Changchun siguió en gran medida su ruta, con ciertas desviaciones, como una visita a Hohhot. Regresó a Pekín a finales de enero de 1224. De la narración de su expedición, Viajes al oeste de Qiu Chang Chun, escrita por su alumno y compañero Li Zhichang, se erivamos algunas de las imágenes más vívidas jamás dibujadas de la naturaleza y de  las personas entre la Gran Muralla de China y Kabul, entre los mares Aral y Amarillo.

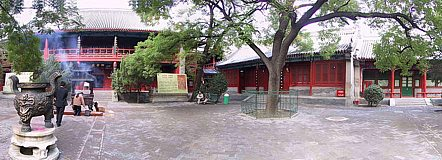
Monasterio de las Nubes Blancas.

De particular interés son los bocetos de los mongoles y la gente de Samarcanda y sus alrededores, el relato de la tierra y los productos de Samarcanda en el valle de Iló en o cerca de Almalig-Kulja, y la descripción de varias macizos montañosos, picos y desfiladeros , como los chinos Altái, Tian Shan, Bogda Shan y las Puertas de hierro de Termit. Hay, además, una referencia notable a una tierra aparentemente idéntica al valle superior del Yenisei.
Después de su regreso, Changchun vivió en Pekín hasta su muerte el 23 de julio de 1227. Por orden de Genghis Khan, algunos de los terrenos del antiguo jardín imperial le fueron dados para la fundación del monasterio taoísta de las Nubes Blancas  que existe hoy en día.

## Encuentro con Gengis Kan

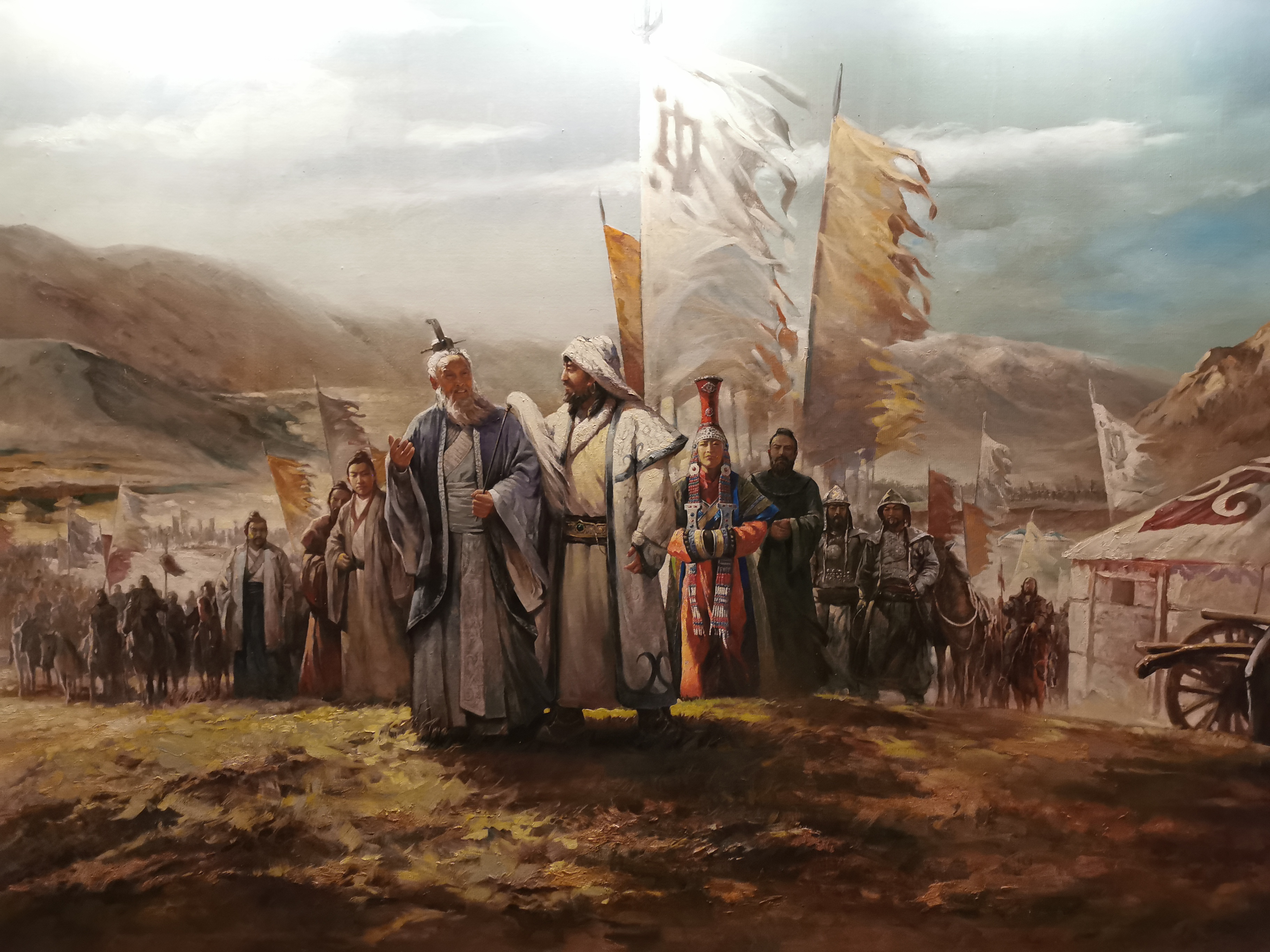
Qiu Chuji conoce a Genghis Khan

Changchun había sido invitado a satisfacer el interés de Gengis Kan en "la piedra filosofal " y la medicina secreta de la inmortalidad. El líder mongol lo saludó elogiando su esfuerzo en viajar hasta su campamento, pero el taoísta no era muy adulador. No había hecho el viaje por gusto, sino a la fuerza, de modo que no quiso deformar la verdad: "el solitario de las montañas ha venido obedeciendo tus órdenes -contestó Changchun-. El Cielo así lo ha querido". No cayó de rodillas ni hizo el kowtow; tan solo, en señal de respeto, se inclinó, juntando las manos por encima de su cabeza. Gengis lo invitó a comer con él, pero el sabio rechazó tal honor: no comía carne y se negaba a beber kumys. Cuanto necesitaba para su sustento -arroz y harina- lo había traído de Samarcanda. Lejos de sentirse ofendido, Gengis Kan, para que la mesa de su huésped estuviese mejor servida, envió unos correos especiales a buscar a más de 100 kilómetros, en las agrestes montañas del Hindu Kush, legumbres frescas y los mejores frutos. 
Según registra Prawdin, la entrevista entre el emperador y el sabio empezó con la pregunta más importante: ¿posees tú la medicina de la vida eterna?. Changchun miró sonriendo al emperador y contestó: hay, es cierto, un medio de prolongar la vida; pero no existe la medicina de la inmortalidad. Aunque todos contemplaron perplejos como el sabio declaraba tranquilamente a su Kan que todos los honores y amabilidades de éste habían sido en vano, Gengis Kan no expresó con palabras su descontento: asintió con la cabeza, alabando el raciocinio y la sinceridad del taoísta, y, dirigiéndose nuevamente a él, le pidió que le instruyese sobre la práctica del Tao.
Se convino el día para la enseñanza y se elevó una tienda especial para ello; pero llegaron noticias de nuevos disturbios en las montañas: el levantamiento de algunas tribus, y la preocupación de la guerra absorbió el tiempo del Kan. Ya que aplazó la enseñanza por un tiempo indefinido, Changchun insistió en regresar cuanto antes a Samarcanda. El gran Kan intentó convencerlo de que todos los caminos eran inseguros y que lo mejor era quedarse en el campamento; pero el sabio decía: "¡El ruido de tus soldados turba la tranquilidad de mis pensamientos!", y Gengis Kan, en plena guerra, hizo conducir al chino con una escolta de 1000 jinetes a Samarcanda, a las frescas terrazas del palacio imperial de verano.
Hasta el otoño siguiente no atravesó de nuevo el Amu Daria. El campamento fijo fue montado en los alrededores de Samarcanda. Los kadíes, los imanes y los ancianos de la ciudad fueron a presentarle sus respetos. Los mongoles mantenían la dominación de un pueblo culto subyugado sin tener que establecerse en el país. Yelü Chucai fue el encargado de mantener relaciones justas entre los vencedores y vencidos. Daba leyes fijas a las ciudades y determinaba los impuestos según la fortuna y los ingresos, nombrando por doquier tribunales, para los que elegía nativos, a los que tan solo vigilaba por medio de oficiales mongoles, para evitar cualquier roce entre mongoles y persas. 
Cerca de Samarcanda, Changchun zi volvió al campamento de Gengis Kan. En una tienda especial, se reunieron tres veces en la calma de las noches claras -cuando el campamento dormía- los altos dignatarios del imperio mongol, con el gran Kan y su hijo Tolui al frente, para escuchar la palabra del sabio taoísta. Nada menos que el canciller del reino, Yelü Chucai, servía de traductor y, por orden de Gengis, las sentencias de Changchun eran registradas por escrito en chino y en mongol. Sus conversaciones fueron registradas en el libro Xuan Feng Qing Hui Lu.
Gengis Kan se preocupaba por las dificultades del gobierno. "Gobernar un gran imperio -dijo el sabio- es como freír pececillos, que no se los puede escamar, ni sacudir, ni quemar, y hay que tratar a cada uno con suavidad y de igual manera. Tan solo quien hace justicia a todos es un verdadero soberano". Y prosiguió: "lo que está bien plantado no se desarraiga, lo que bien se retiene no escapa. Hay que ser como el Tao: trabajar sin hacer, aparentemente, nada. (...) Producir y no poseer, obrar y no conservar, pedir y no dominar".
Estas ideas eran completamente extrañas, totalmente opuestas a todo lo concebido desde siempre entre los mongoles y, no obstante, Gengis Kan comprendió su grandeza, sintió que encerraban algo que debía ser respetado, y le dijo a su séquito: "lo que el sabio dice le ha sido inspirado por el Cielo. Guardo sus palabras en el fondo de mi corazón. Hacedlo vosotros también, Pero no debeís divulgarlo". 
De la narración de su expedición, Viajes al oeste de Qiu Chang Chun, escrita por su alumno y compañero Li Zhichang, derivamos algunas de las imágenes más vívidas jamás dibujadas de la naturaleza y el hombre entre la Gran Muralla China y Kabul, entre los mares Aral y Amarillo . De particular interés son los bocetos de los mongoles y la gente de Samarcanda y sus alrededores, la cuantía de la tierra y de los productos de Samarcanda en el valle de Ili en o cerca de Almalig-Kulja, y la descripción de varias grandes cadenas montañosas, picos y desfiladeros, como los chinos Altái, Tian Shan, Bogdo Uula y las Puertas de hierro de Termit.
Tiempo después, mientras Gengis perseguía a un jabalí herido en una cacería, éste cayó del caballo. El jabalí en vez de atacarlo, se detuvo. Y cuando llegaron sus jinetes, desapareció entre la maleza. El Kan estaba profundamente conmocionado. ¿Cómo había sido posible que él, el soberano del mundo, se cayera de su caballo?. Yelü Chucai le dio la explicación: era un aviso del Cielo. El emperador no debía exponer así su vida, a la ligera. Pero como el Cielo no desea su pérdida, obligó al jabalí a detenerse y huir. Sin embargo, para el taoísta, no había un dios personal, que ama a sus hijos, les envía avisos y los recompensa o castiga. Para él todos los seres son iguales, por lo tanto, simplemente había que abandonar los placeres mundanos como la bebida en exceso, el sexo sin control y la caza. Gengis desistió sólo de las cacerías, pero Changchun zi no deseaba un renunciamiento, sino comprensión: "Al invierno le sigue la primavera, enseguida viene el verano, el otoño y otra vez el invierno. Pero la vida de los hombres es distinta; cada día contiene los sucesos de todos los días anteriores y, cuando ha pasado el desarrollo completo, se vuelve a su origen. Pero la vuelta al origen es el descanso, y el descanso significa que su destino está cumplido tal como ordena la ley del Cielo. Saber esto es estar iluminado".
Aunque el Kan quería conservarlo a su lado, el taoísta insistía en volver a China. Gengis intentó retrasar el día de su partida: el sabio debía esperar hasta que se hallase para él un regalo adecuado. Changchun zi no deseaba regalos, ni dignidades, ni favores. Las altas dignidades no valen. Si se consiguen, se sufre ante la posibilidad de perderlas.
Por el año 1224, Gengis Kan dio una escolta al sabio para que lo condujesen sano y salvo, y con toda comodidad, a China. Sin embargo, no renunció a hacerle un regalo al taoísta: una de las partes más bellas del palacio imperial de Pekín, como lugar de estudio que después de la muerte del sabio, se transformaría en un templo taoísta. Y los sucesores de Gengis Kan cumplieron su deseo fundando el Monasterio Taoísta de la Nube Blanca, que existe aún hoy en día.
Changchun zi murió el mismo año y mes que Gengis Kan.

## Ficción
Changchun zi aparece como un personaje en la película de 2013 An End to Killing. 